# Forte São João Baptista
Das Forte São João Baptista, auch Forte do Desembarcadouro genannt, ist ein im 18. Jahrhundert erbautes Fort in der madeirensischen Stadt Machico und bezeichnet die Stelle der ersten Landung der Portugiesen auf der Insel. Seit 1943 steht es unter Denkmalschutz.

## Lage
Das Fort befindet sich wenige Meter östlich der Stadt und zugleich am östlichen Ende der Bucht von Machico leicht erhöht am Fuße der 280 Meter hohen Anhöhe Pico do Facho. Dort liegt das Fort über dem kleinen Hafen von Machico, der vor allem als Yachthafen genutzt wird.

## Geschichte
Erste Pläne für ein Fort in Machico bestanden bereits Ende des 18. Jahrhunderts, ein erstes kleines Fort namens São Roque wurde 1595 errichtet. Der Bau des heute noch vorhandenen Forts erfolgte 1708 auf Veranlassung des Gouverneurs Duarte Sodré Pereira – zwei Jahre nach Errichtung des am Strand liegenden Forte de Nossa Senhora do Amparo. Zusammen hatten die beiden Befestigungen die Aufgabe, den Ankerplatz und den Ort gegen Angriffe von Piraten und Freibeutern zu schützen. Auf das Baujahr 1708 weist auch eine Inschrift über dem Tor der Befestigung hin.
Im Vorfeld des Miguelistenkrieges landeten miguelistische Streitkräfte des absolutistisch gesinnten Königs Michael I. am 22. August 1828 in Machico, wobei es zu einem Gefecht zwischen dem von liberalen Kräften besetzten beiden Forts in Machico und der Landungsflotte kam. Dabei lieferte sich das Fort ein Gefecht mit der Brigg Infante D. Sebastião. Danach verlor das Fort seine militärische Funktion und lag brach. 1898 wurde es an einen Privatmann verpachtet und 1910 – während der Cholera-Epidemie auf der Insel – die Anlage zeitweise in ein Krankenhaus umgewandelt. Nach dem Ersten Weltkrieg wurde das Fort 1919 vom Stadtrat erneut verpachtet. Ein Jahr später nutzen Franziskaner aus Funchal das Gelände als Ferienlager für Kinder. Am 18. August 1943 wurde das Fort als Imóvel de Interesse Público unter Denkmalschutz gestellt.
Nach der Nelkenrevolution wurden in den Gebäuden 1976 Flüchtlinge aus den in die Unabhängigkeit entlassenen afrikanischen Kolonien untergebracht. Die letzten dort lebenden Familien wurden 2001 umgesiedelt. Ein Jahr später legte genehmigte die Regionalregierung von Madeira ein Restaurierungsprogramm, das ein Museum und ein Restaurant beinhaltete, doch wurde dieses nicht umgesetzt. Dafür entstand 2005 ein Hotelprojekt, das jedoch nicht abgeschlossen wurde.

## Beschreibung
Das Fort am Ostende der Bucht weist eine Hanglage auf, der Grundriss besteht aus zwei Rechtecken, die etwa noch Osten / Westen ausgerichtet sind. Der obere Teil der Anlage beherbergte die Batterie, der untere Teil eine Terrasse und das Tor. Nach Nordosten schließt der Komplex mit einer fünfeckigen Bastion ab. Sie ist die letzte von vier geplanten Bastionen. Die Außenmauern waren mit Zinnen und Schießscharten versehen, über dem Tor war eine Tafel zum Gedenken an den Bau der Anlage angebracht. Der eigentliche Gebäudekomplex verfügte über eine zweistöckige Fassade, um den Komplex sind zahlreiche kleinere Schuppen angeordnet. In der Festung gibt es eine Kapelle, die dem Schutzheiligen Johannes der Täufer gewidmet ist, nach dem die Festung benannt ist.